# Gabriel Bucelinus

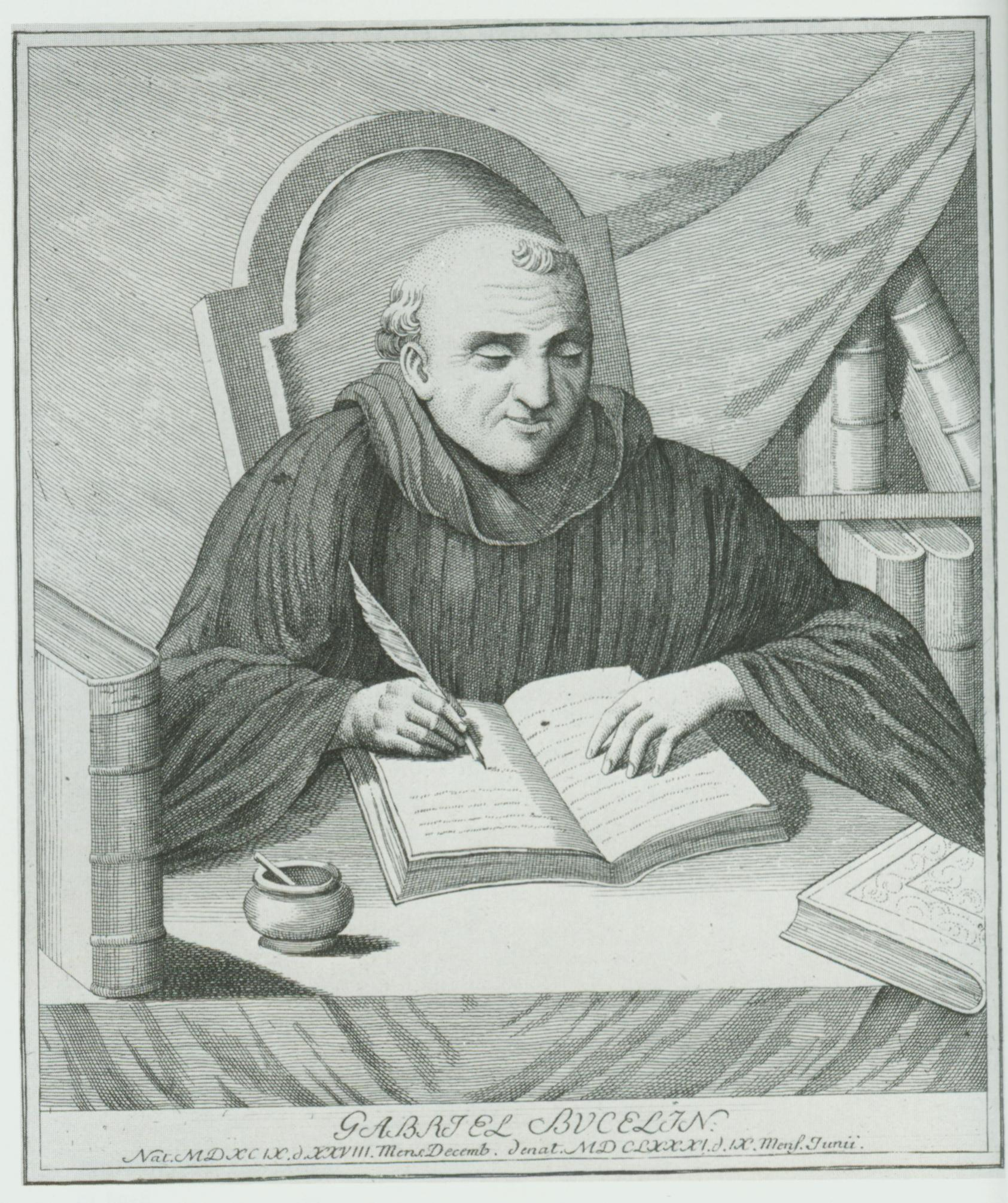
Gabriel Bucelinus

Gabriel Bucelinus OSB (eigentlich Jacob Butzlin, pseudonym auch Gerhardus Belga, Bincelint und Buccelini; * 28. Dezember 1599 in der Burg Unterhof in Diessenhofen im Thurgau; † 9. Juni 1681 in Weingarten) war ein Benediktiner, Universalgelehrter, Historiker und Genealoge.

## Leben
Der auf den Namen Jacob getaufte Sohn des in Überlingen geborenen Johann Jacob Butzlin (1561–1617) und der adeligen Anna Vogt von Wartenfels und Ober-Castell nahm als Benediktiner den Ordensnamen Gabriel an.
Gabriel richtete 1612 (also mit 13 Jahren) von Konstanz aus ein inständiges Beitrittsgesuch an das oberschwäbische Benediktinerkloster Weingarten. Seine betagten und besorgten Eltern unterstützten ihn nachträglich dabei, so dass man ihn schließlich noch im selben Jahr aufnahm. Er studierte ab 1617 Philosophie und Theologie an der Jesuiten-Universität in Dillingen an der Donau.
Im April 1624 empfing er in Konstanz die Priesterweihe und wurde Novizenmeister im Kloster Weingarten.

„Das Stift Weingarten erfreute sich damals unter dem Abte Georg Wegelin des besten religiösen und wissenschaftlichen Rufes, so dass dessen Religiosen zur Herstellung der strengeren Disciplin in andere Klöster berufen wurden.“

Noch im Mai 1624 sandte Abt Georg Wegelin ihn mit zwei anderen Mönchen in der Funktion eines Novizenmeisters in das Kloster St. Trudpert im Südschwarzwald, damit dort die Glaubensregeln besser beachtet und das Ausbildungsniveau gehoben werde. 1625 kam er wieder zum Kloster Weingarten zurück und arbeitete ab 1627 als Sekretär des Abtes Franz Dietrich und zugleich der Schwäbischen Benediktinerkongregation. 1629 wurde Bucelin in Weingarten Professor für Geisteswissenschaften (Lesemeister).

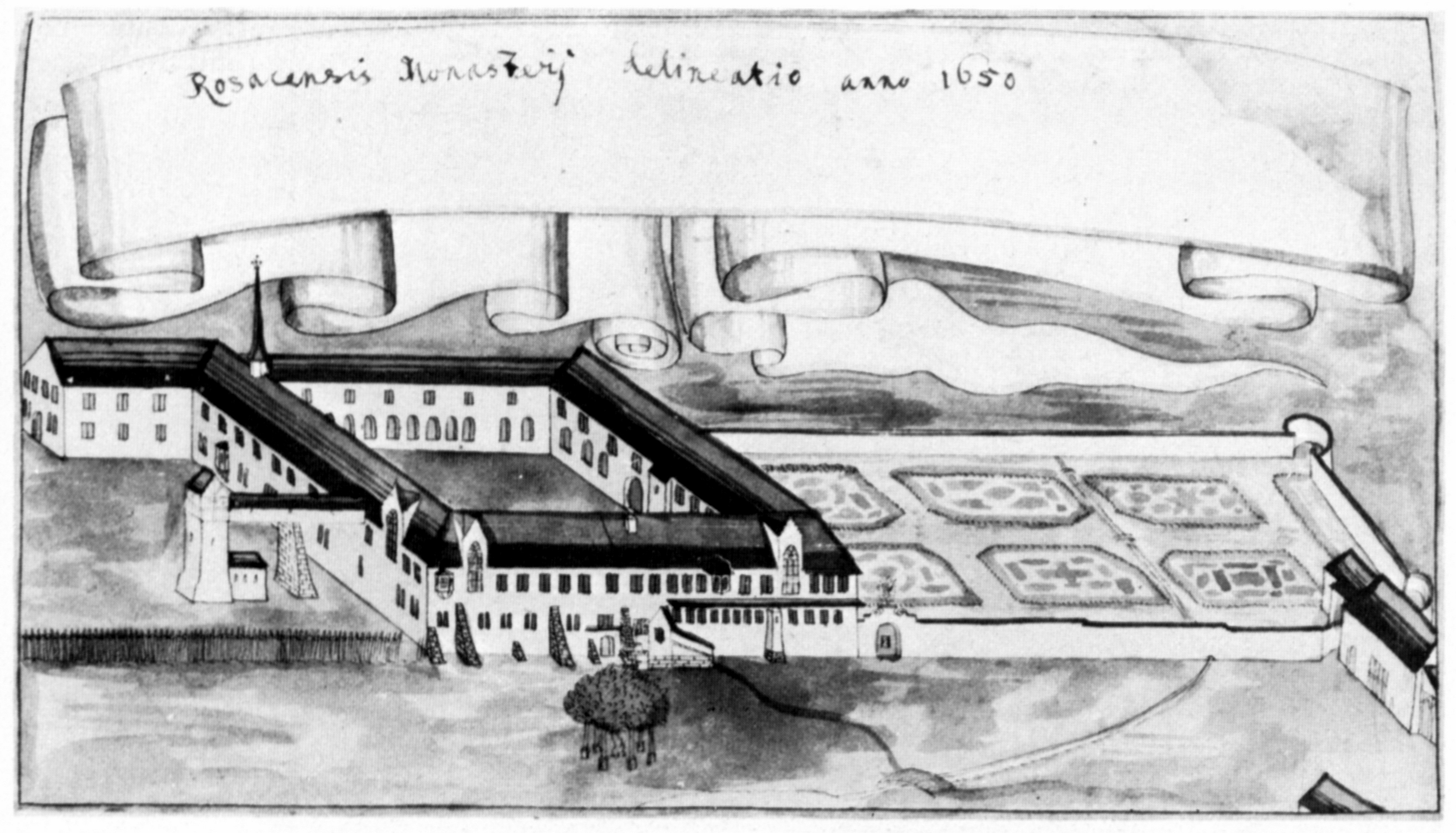
Gabriel Bucelinus: Ansicht des Klosters Mariaberg um 1650

Gabriel Bucelinus hielt immer gute Beziehungen zu dem Land vor dem Arlberg und dem Priorat St. Johann in Feldkirch (Weingartener Klosterbesitz). Nach früheren kurzen Besuchen hielt er sich ab 1632 oft und lange dort oder auf seinem Lieblingssitz, der Burg Blumenegg, auf. In den Kriegswirren des Dreißigjährigen Krieges floh er 1635 vor den anrückenden schwedischen Truppen, zuerst nach Wien und Venedig und mehrfach ins steiermärkische Stift Admont. In Wien hielt sich Bucelin von Ende 1643 bis September 1644 im Schottenkloster auf und lernte dort wahrscheinlich seinen langjährigen engen Freund und besten Gönner (Maecenatum optimo) Benedikt Pierin (1605–1662) kennen, den Abt von St. Lambrecht in der Steiermark.
Nachdem die schwedischen Truppen im Januar 1647 die Stadt Bregenz einnahmen, wich Bucelinus erneut nach Admont aus und widmete sich seinen Studien. Mitte 1649 begab er sich nach Venedig, wo seine ersten Werke im Druck erschienen. Ende 1650 kehrte er in sein Heimatkloster zurück.
30 Jahre lang wirkte er dann ab 1651 als Prior des Klosters St. Johann in Feldkirch. Es war die Hauptperiode seines schriftstellerischen Werkes. Von hier aus nahm er 1653 am Reichstag zu Regensburg teil. Im März 1681 erkrankte er und kehrte – fast erblindet – nach Weingarten zurück, wo er nach wenigen Monaten verstarb.

## Werke
Bucelinus war ein Universalgelehrter, der ein reiches Werk hinterließ, das neben etwa 53 Schriften über Genealogie, Weltgeschichte, Hagiographie und Ordensgeschichte auch Pläne, Karten und zahlreiche Handzeichnungen vor allem von Klöstern im Oberschwäbischen umfasste. Nur der kleinere Teil von Bucelinus’ Werken wurde, bedingt durch die Wirren des Krieges, veröffentlicht. Einen großen Teil seiner unveröffentlichten Handschriften bewahrt die Württembergische Landesbibliothek auf.
Literarische Werke
Er ist einer der ersten Autoren, der sich mit der Kirchengeschichte im Heiligen Römischen Reich befasste. Zu seinen veröffentlichten Werken zählen:
- Nuclei Historiae Universalis …. Ulm, 1650, 1652 (Digitalisat), 1654, 1658, deutsch: Der gantzen Universal Historiae Nußkern, Augsburg 1657
- Aquila Imperii Benedictina. Venedig 1651 (Digitalisat)
- Germania topo-chrono-stemmatographica sacra et profana. 4 Bände, Ulm und Augsburg 1655–1678 (Digitalisat)
- Annales Benedictini. Wien 1655 / Augsburg 1656 (Digitalisat)
- Menologium Benedictinum. Feldkirch 1655 (das Leben heiliger Benediktiner nach Monatstagen)
- Rhaetia etrusca, romana, gallica, germanica. Augsburg 1661
- Rhaetia sacra et profana. Augsburg 1666
- Constantia sacra et profana. Frankfurt 1667
- Vita et res praeclare gestae S. Gerardi Sagredi patritii Veneti … magni Ungarorum episcopi proto-martyris Venetorum. St. Gallen 1672 (Digitalisat)
- Benedictus redivivus. Feldkirch 1679 (Digitalisat)

Bucelinus war auch der Verfasser zahlreicher Werke über den Benediktinerorden und seine berühmtesten Mitglieder, darunter Aquila imperii Benedictina (Venedig, 1651), Annales Benedictini (Wien 1655, Augsburg 1656) und Menologium Benedictinum (Feldkirch, 1655).
Bucelin schrieb auch unter dem Pseudonym Gerhardus Belga, so Ende 1639 seine aszetischen Schriften.S. 44
Werke als Zeichner, Geograph und Kartograph

„Man wird wohl sagen müssen, das meiste, was Bucelin als Zeichner, Geograph und Kartograph geschaffen hat, ist verloren gegangen. Erhalten haben sich nur die Illustrationen seiner Bücher und jene Karten und Zeichnungen, die er einem handschriftlichen Band (Ephemeris) beigab, damit sie nicht verlorengehen.“